# 田島ひで
田島 ひで（たじま ひで、1901年1月24日 - 1976年1月12日）は日本の政治家、婦人運動家、労働運動家、平和運動家。衆議院議員（日本共産党公認）を1期務めた。

## 来歴

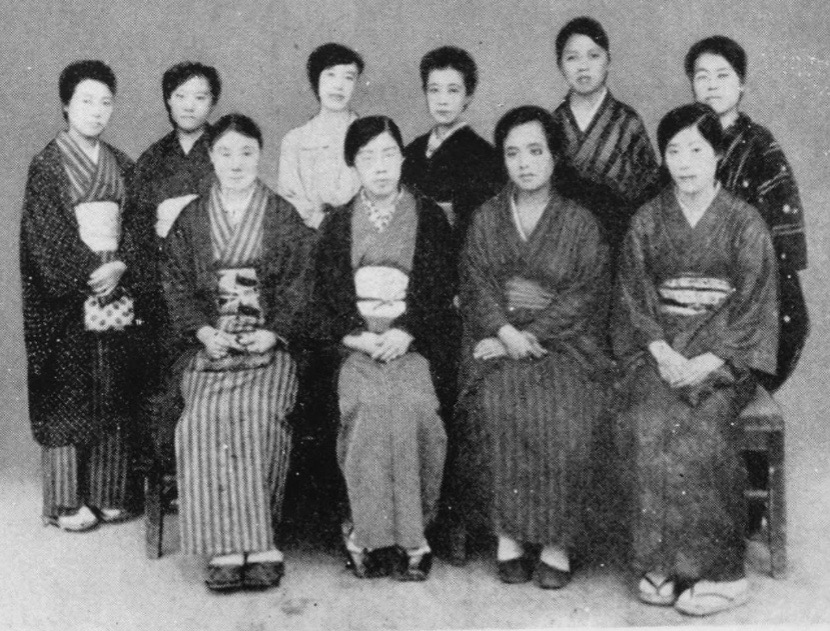
「新婦人協会」のメンバー。前列左から、菊池ミツ、積しな子、奥むめお、塚本仲子。後列左から、坂本真琴、佐々木伊都子、平塚らいてう、田中芳子、田島ひで、島野初子。

愛知県出身。1920年、新婦人協会の書記に就いた。1926年に婦人労働調査所を立ち上げ、機関紙『未来』を刊行するに至る。1929年には東京市電バスガールへのオルグ活動により検挙。
1946年、1947年の衆院選に日本共産党公認で立候補し落選。1949年の第24回衆議院議員総選挙で愛知県第1区から出馬し、初当選を果たした。トップ当選であった。当選1回。衆議院議員任期中の1950年、平和と生活防衛を求める国際民主婦人連盟のメッセージに呼応して、ポツダム宣言に基づく全面講和を訴えた。  
1976年1月12日死去。74歳。

## 政歴
- 1946年 第22回衆議院議員総選挙 愛知県第1区 37288票 落選[4]
- 1947年 第23回衆議院議員総選挙 愛知県第1区 16212票 落選[5]
- 1949年 第24回衆議院議員総選挙 愛知県第1区 64598票 当選[2]
- 1952年 第25回衆議院議員総選挙 愛知県第1区 23984票 落選[6]
- 1953年 第26回衆議院議員総選挙 愛知県第1区 24567票 落選[7]
- 1955年 第27回衆議院議員総選挙 愛知県第1区 26741票 落選[8]

## 著書
- 田島ひで『ひとすじの道―婦人解放のたたかい五十年』青木書店、1968年3月25日。